# Березински район
Березински район (на беларуски: Бярэзінскі раён) е район, разположен източната част на Минска област. Негов административен център е град Березино. Общата му площ е 1940.34 км2. Населението му през 2009 година е 25 031 души.